# 駒ヶ根市立赤穂東小学校
駒ヶ根市立赤穂東小学校（こまがねしりつ あかほひがししょうがっこう）は、長野県駒ヶ根市にある公立小学校である。

## 沿革

### 年表
- 1975年4月1日 - 駒ヶ根市立赤穂小学校から分離して開校
- 1980年3月7日 - 校歌碑建立
- 1987年12月-  宮坂義彦を講師に公開研究授業実施（1995年まで）
- 1988年11月16日 - 当校PTAが「日本PTA全国協議会会長表彰」を受ける
- 1991年11月23日 - フラワー・ブラボー・コンクールで特別賞「中日賞」に入賞
- 2000年7月26日 - 日本語教室を開設
- 2001年4月5日 - 情緒障害学級を開設、少人数学習指導開始
- 2004年6月25日 - 学力向上フロンティア発表会
- 2005年7月6日 - 省エネルギーセンターより「省エネルギー教育推進モデル校」の指定を受ける
- 2006年10月16日 - 中学校区一部変更により下平区の児童の進学先が駒ヶ根市立東中学校となる
- 2009年
  - 6月24日 - 食育推進教育として、お弁当に給食を詰める「お弁当の日」始まる
  - 10月23日 - リデュース・リユース・リサイクル推進功労文部科学大臣賞受賞、これを評して長野県より教育委員会賞を受賞する（2010年3月24日）
- 2010年2月10日 - 児童会でネパール植林支援の牛乳パック回収開始
- 2011年
  - 4月 - 「こころの医療センター駒ヶ根」内に院内学級が設立される
  - 9月7日 - フラワー・ブラボー・コンクールで特別賞である「中部善意銀行賞」受賞
  - 10月25日 - リデュース・リユース・リサイクル協議会会長賞を受賞する
- 2012年
  - 7月29日 - 二本松市児童との交流会を行う
  - 8月25日 - 小学生陸上全国大会に児童1名出場
- 2013年8月7 - 9日 - 二本松市小学生交流を行う
- 2014年
  - 11月14日 - 上伊那保健体育研究会学習指導研究会
  - 11月18日 - 信濃教育会全県研究大会外国語活動

## 周辺

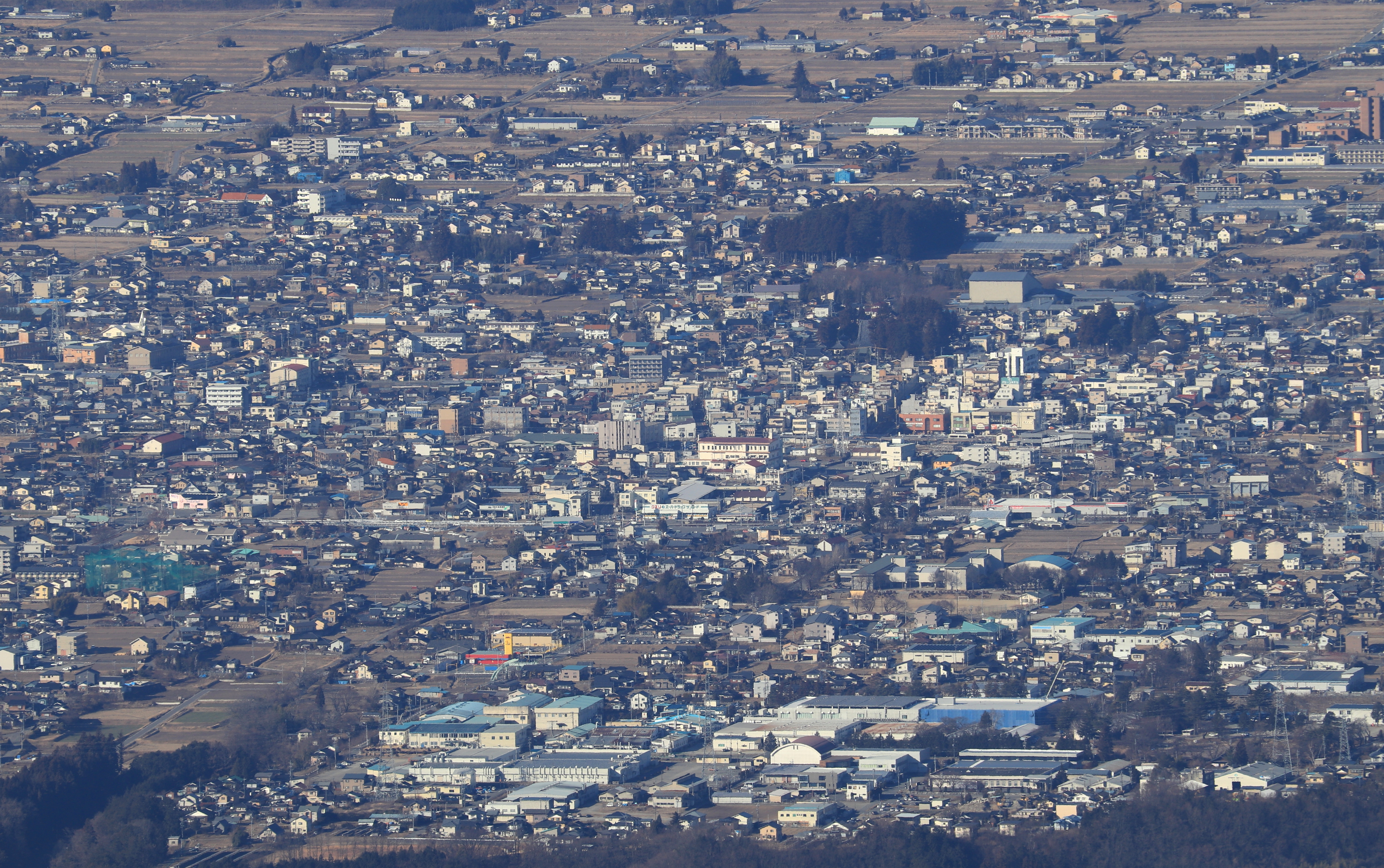
駒ケ根駅と学校周辺

- 国道153号（伊南バイパス）
- 駒ケ根駅